# Маттеи, Фридрих
Иоганн Фридрих Маттеи (нем. Johann Friedrich Matthäi; 3 марта 1777 или 4 марта 1777, Майсен, курфюршество Саксония — 23 октября 1845[…], Вена) — немецкий художник, музейный деятель и педагог, ректор Дрезденской академии художеств (1810—1814) и директор Дрезденской картинной галереи (с 1834).

## Биография
Родился в 1777 году в Мейсене, Королевство Саксония, в семье художника и автора моделей для фигурок Мейсенской фарфоровой фабрики Иоганна Маттеи.
Учился живописи сначала в Дрезденской академии художеств, где среди его учителей был художник Джованни Баттиста Казанова, а затем, на протяжении пяти лет, в Венской академии художеств под руководством Генриха Фридриха Фюгера. После окончания обучения в Вене, совершил длительную образовательную поездку в Италию, где проживал во Флоренции (1802–1804) и в Риме (1805–1807).
После возвращения в Германию стал профессором в Дрезденской академии, которую ранее сам окончил, и уже в 1810 году стал ректором академии. Один изего учеников, Вильгельм вон Кюгельген высоко оценивал Маттеи:

Его исправления всегда были очень удачны. [...] Как художник, Маттеи, конечно, мог уступать некоторым из своих современников, но в техническом мастерстве рисовальщика, его, вероятно, никто не превзошел
— Воспоминания Вильгельма вон Кюгельгена
Среди других известных учеников Маттеи были назарейцы Карл Эггерс и Филипп Фейт.
В 1814 году Маттеи лишился должности ректора, но, по всей видимости, продолжил преподавать. В 1823 году он стал инспектором, а в 1834 году — директором Дрезденской картинной галереи. Был видным масонам, членом масонской ложи «Zum Goldenen Apfel» в Дрездене. До конца жизни сохранял приверженность художественным традициям ампира.
Скончался в 1845 году в Вене на обратном пути из Италии в Дрезден.

## Галерея
- Гибель «Чёрного герцога» Фридриха Вильгельма Брауншвейгского в битве при Катр-Бра
- Всемирный потоп
- Натурщик в античной тоге